# زبان اشاره فلاندری
زبان اشاره فلاندری زبان اشاره‌ای است که توسط ناشنوایان و کم شنوایان در فلاندر بلژیک استفاده می‌شود. این زبان و زبان اشاره بلژیکی فرانسوی بسیار به هم نزدیک هستند اما زبان‌های متمایزی به‌شمار می‌روند.